# Korycin (Białystok)
Korycin – do 1954 roku oddzielna miejscowość, obecnie niastandardyzowana część miasta Białegostoku, położona w jego zachodniej części. Po dawnej wsi zachowała się ulica Korycińska.
Do 1939 roku miejscowość należała do gminy Białostoczek, w powiecie białostockim, w województwie białostockim. 16 października 1933 utworzono gromadę Korycin w gminie Białostoczek, składającą się ze wsi Korycin, Rójstwo, Pstrągalnia, Marczuk i Zabaranie. 
Po II wojnie światowej w gminie Bacieczki, w powiecie białostockim, w województwie białostockim.
1 kwietnia 1954 gromadę Korycin włączono (wraz z Bacieczkami, Bacieczkami-Kolonią, Starosielcami i skrawkami innych gromad ościennych) do Białegostoku.